# Nakum

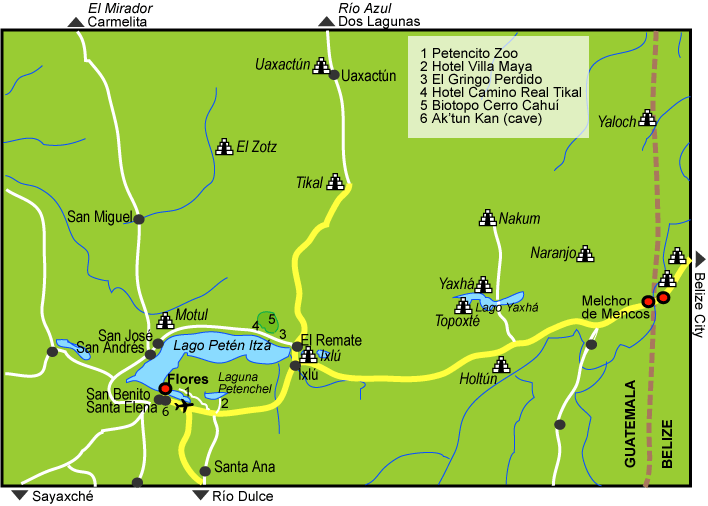
Nakum im Petén-Tiefland

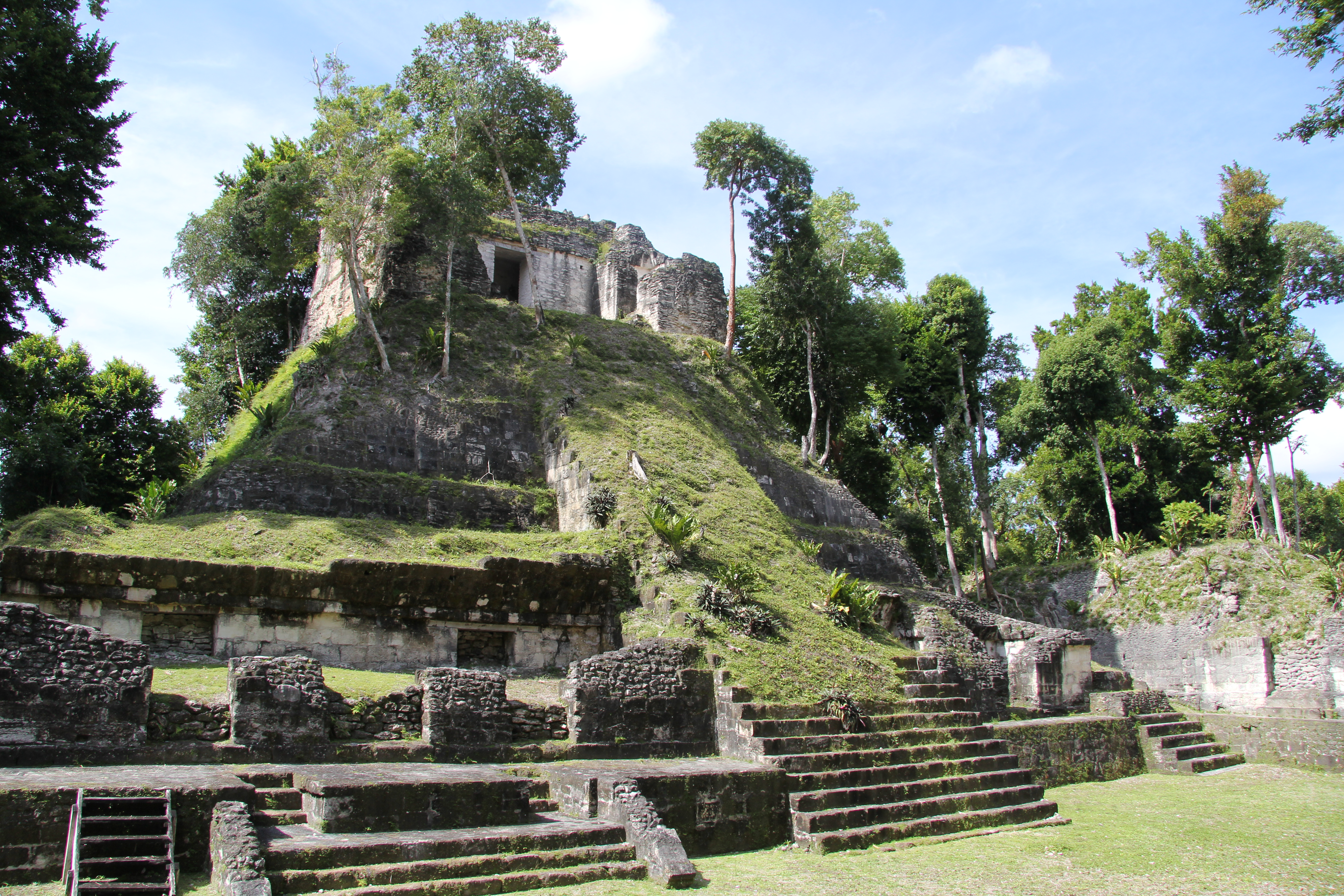
Nakum – Tempelpyramide E und Annexgebäude

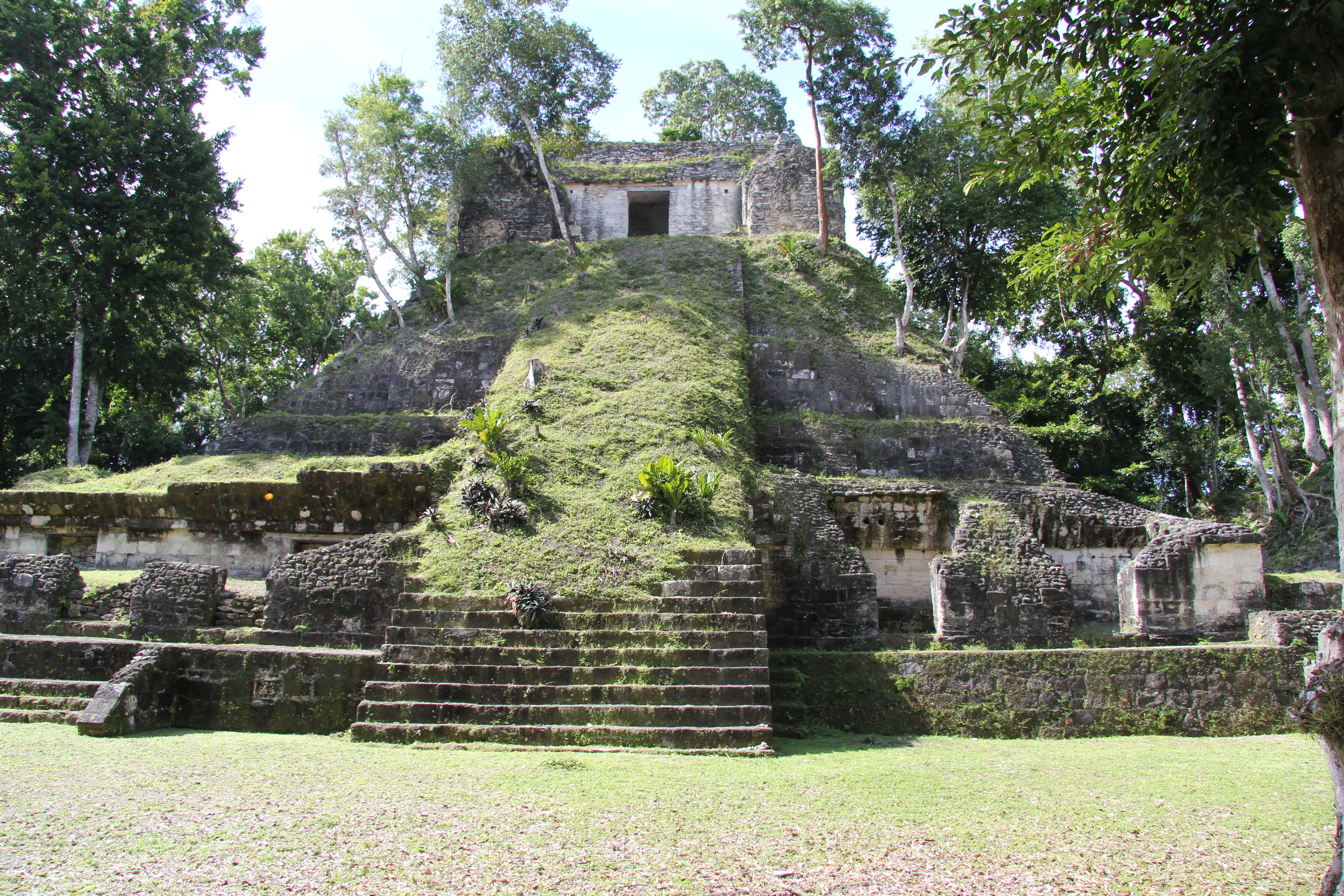
Nakum – Tempel E (2015)

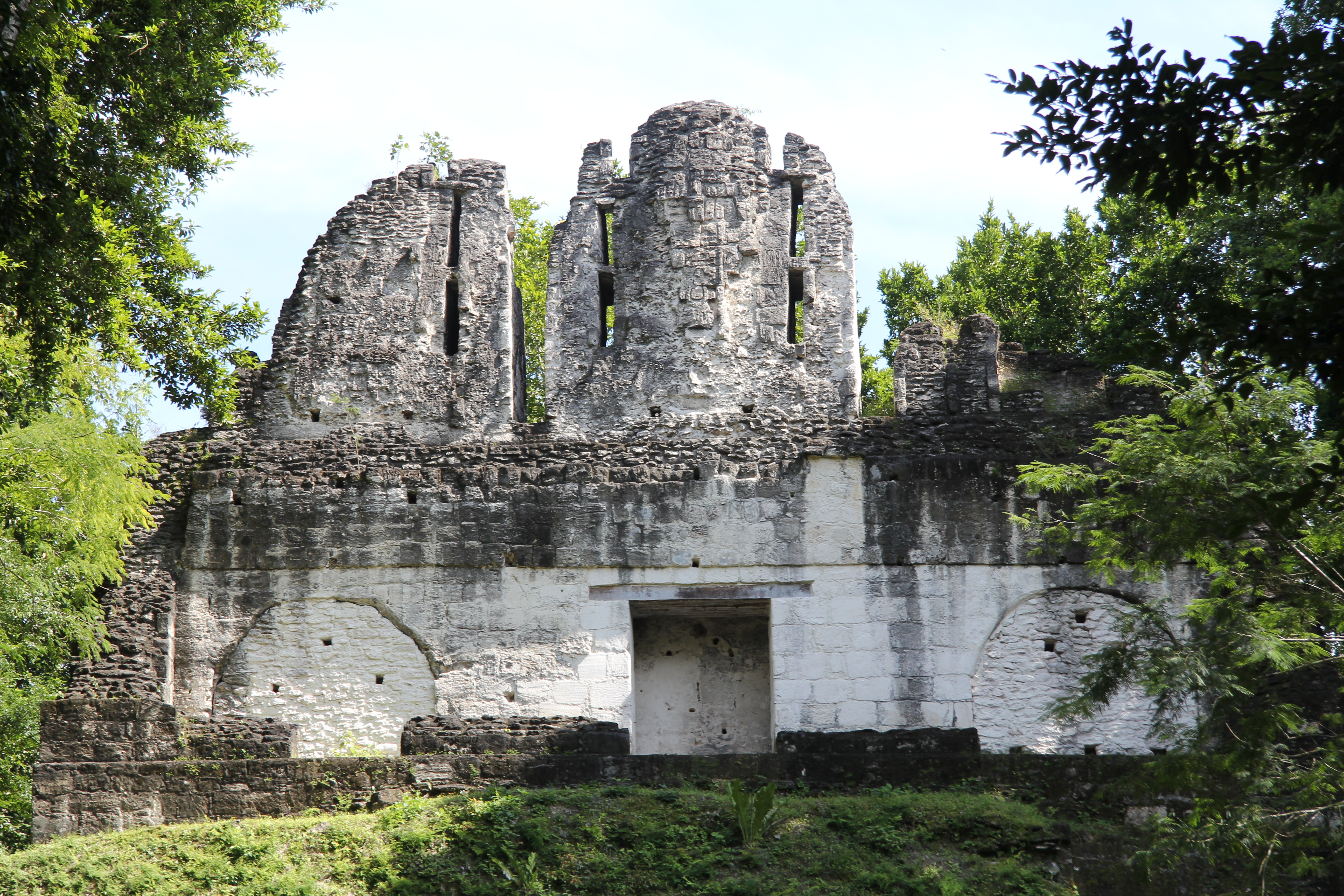
Nakum – Tempel A (2015)

Nakum ist eine bedeutende archäologische Stätte der klassischen Mayakultur innerhalb des Nationalparks Yaxhá-Nakum-Naranjo im Departamento Petén, Guatemala. Seit dem Jahr 2002 ist die Gesamtanlage für das UNESCO-Welterbe nominiert.

## Lage
Die archäologische Stätte von Nakum befindet sich am Río Holmul im Dschungel des Petén ca. 18 km (Luftlinie) südöstlich von Tikal bzw. ca. 17 km nördlich von Yaxhá.

## Geschichte
Steinmonumente lassen für die urbane Struktur auf eine Besiedlung etwa im Zeitraum 450–950 n. Chr. schließen. Die Stadt gehörte lange Zeit zum Einflussbereich Tikals, könnte aber auf dem Höhepunkt ihrer kulturellen Entfaltung im 9. und 10. Jahrhundert ihre Souveränität erlangt haben.
Der französische Graf Maurice Perigny hatte Nakum im Jahr 1905 wiederentdeckt; anschließend folgten zahlreiche Forscher. Größere Ausgrabungsarbeiten fanden jedoch erst gegen Ende des 20. und zu Beginn des 21. Jahrhunderts statt.

## Stelen und Gebäude
Die Stelen datieren ins 8. Jahrhundert, die bemerkenswerten Hauptgebäude stammen aus der spätklassischen Epoche. Gebäude E verfügte über 44 Räume. Gebäude A zeigt für die Mayaarchitektur sehr unübliche und damit seltene Rundbögen, die jedoch bereits während der Spätklassik zugemauert wurden. Die Gebäude sind um einen zentralen Platz gruppiert und nach den Himmelsrichtungen angelegt.